# Perrier (eau minérale)
Pour les articles homonymes, voir Perrier.
Perrier est une marque d'eau minérale gazeuse française issue de la source des Bouillens, nommée depuis 1903 source Perrier. Sa source se situe à Vergèze, dans le Gard, à 15 km de Nîmes.
C'est un établissement secondaire de Perrier Vittel SA, devenu Nestlé Waters France après le rachat de l'entreprise par Nestlé en 1992. Le groupe comprend aussi Vittel, Sanpellegrino, Hépar et Contrex. Depuis le 22 août 1990, la source est exploitée par la filiale Nestlé Waters Supply Sud, dont le siège social est à Issy-les-Moulineaux, en Île-de-France.
Le groupe Nestlé Waters est mis en cause dans le « scandale des eaux en bouteille » révélé par Le Monde, Radio-France et France info relatif aux traitements  illicites des eaux minérales  naturelles des marques Perrier, Hépar ou encore Contrex. Selon le rapport sénatorial de mai 2025, le gouvernement, mais aussi le préfet du Gard, où est produite la marque Perrier, et l'Agence régionale de santé (ARS) d'Occitanie se sont entendus avec Nestlé pour faire disparaître d'un rapport des éléments importants sur la qualité sanitaire des forages trompant ainsi les consommateurs.

## Historique

### Débuts de l'exploitation commerciale
La source d'eau du lieu-dit de la source Perrier : « les Bouillens » (à Vergèze dans le Gard) a un aspect bouillonnant par dégagement de dioxyde de carbone, d'où son nom.
En 1769, le domaine des Bouillens devient la propriété de la famille Granier. En 1841, Alphonse Granier crée l’établissement thermal de Vergèze, nom donné à la source. La marchandisation (auparavant, l’eau était gratuite) de la source des Bouillens est autorisée par décret, le 23 juin 1863, par Napoléon III, qui reconnaît l'eau de source comme eau minérale naturelle. Du fait de plusieurs savants qui mettent en évidence les vertus du thermalisme[réf. nécessaire], le domaine voit arriver les premiers curistes. En 1869, un incendie ravage les installations de Vergèze. Malgré les tentatives d'Alphonse Granier pour réhabiliter le site, la société accuse de lourdes pertes, elle est mise en faillite et cesse toute activité en 1884.  
En 1888, Louis Rouvière, propriétaire cultivateur et négociant à Vergèze, rachète le domaine des Bouillens. Six ans plus tard, il accorde le bail de la source, assorti d'une promesse de vente, à un médecin de Nîmes, Louis-Eugène Perrier, qui dirige alors la station thermale d’Euzet-les-Bains et qui attribue à l'eau des Bouillens des vertus thérapeutiques. En 1898, Louis Perrier rachète la source et transforme l'établissement thermal de Vergèze en « Société des eaux minérales, boissons et produits hygiéniques de Vergèze ». En 1903, Louis Perrier, âgé de 70 ans, cherchant des fonds pour moderniser la source, accorde un bail à un Anglais de 27 ans, John Harmsworth, pour ensuite lui vendre sa société.  
John Harmsworth, en rachetant les parts de Louis Perrier en 1906, donne à la source le nom de son ancien propriétaire. Harmsworth décide de délaisser les activités de thermalisme — une mode en perte de vitesse au début du siècle — et de recentrer la source sur la production d'eau consommable. À cette époque, les Britanniques consomment beaucoup de boissons non alcoolisées. Il veut implanter la marque dans l'Empire britannique tout entier. Sa conquête du marché débute par l'armée des Indes, puis le reste des colonies britanniques et enfin la métropole. Il se tourne ensuite vers la France. En 1908, l'usine est reliée à une voie de chemin de fer pour le transport des cinq millions de bouteilles qui y sont produites par an. En 1933, la source Perrier produit 19 millions de bouteilles, dont 10 millions sont exportées. L'eau Perrier est déclarée d’utilité publique par le décret du 19 mai 1933, ce qui accélère sa pénétration du marché français.  
À la mort de John Harmsworth en 1933, la source passe entre les mains de ses héritiers, un groupe d'actionnaires anglais. En 1936, Perrier fusionne avec la petite Société d’eaux minérales de Vergèze et devient la source Perrier SA. Entre 1939 et 1945, les Allemands placent la source sous séquestre, car ses actionnaires sont britanniques. Elle tourne alors au ralenti.
En 1946, les eaux minérales prennent un essor considérable, mais, pour suivre, il faut rénover et la source Perrier n'a pas les fonds suffisants. En 1947, Georges Leven, à qui on demande de vendre la société, est interpelé par son fils Gustave Leven, alors jeune agent de change à Paris, qui pense que l'eau minérale a un fort potentiel capitalistique : Georges et Gustave Leven, associés avec leurs amis Maurice Epry (le gestionnaire) et Jean Davray (le publicitaire de la marque jusqu’en 1985) rachètent les actions de la société Perrier et l'introduisent en bourse. Pour développer le site, Gustave Leven met en place un vaste plan de modernisation (notamment en important les machines américaines les plus productives) afin d'en faire un produit de consommation de masse. Le processus de production est complètement revu et une stratégie industrielle intégrant la fabrication de tous les composants de la bouteille est mise en place. Enfin, pour faire décoller les ventes, Gustave Leven confie à Jean Davray la mission de faire connaître la marque Perrier.

### Expansion
De 1948 à 1952, la production passe de 30 à 150 millions de bouteilles. En 1950, une nouvelle usine est construite. De 6 000 m2, l'usine appelée désormais « la cathédrale » s'étend alors sur plus de 26 000 m2. La France devient alors le premier marché de Perrier en absorbant les cinq sixièmes de la production. En 1954, les capsules sont usinées sur place, et une fabrique de caisses pour emballer les bouteilles est créée.
Parallèlement, Gustave Leven rachète la source Charrier en 1959, puis la source Contrex et lance Pschitt, une boisson non alcoolisée aromatisée citron ou orange, puis Gini en 1971. Il poursuit sa diversification, rachetant Saint-Yorre, Vichy, les caves de Roquefort, et en 1984 Sellier Leblanc, comprenant Volvic et Oasis. Le groupe s'élargit même en dehors de l'agroalimentaire en investissant dans les chaussures André, dirigées par l'ami de Gustave Leven, Jean-Louis Descours.
Le jeune cinéaste Jean-Luc Godard publie un reportage sur les conditions de travail des ouvriers dans l'usine dans le numéro de février 1971 du journal J'accuse.
En 1973, la stratégie d'intégration verticale conduit à créer Verrerie du Languedoc, une unité intégrée à l'embouteillage qui produit l'ensemble des bouteilles et permet à Perrier de contrôler ses coûts de fabrication face à l'abandon des consignes des bouteilles en verre et au blocage des prix. De plus, alors que se développe l'usage des bouteilles en plastique (« emballage perdu »), cette technologie n'est pas encore assez performante (pression, perméabilité du gaz) et le verre reste le matériau nécessaire. Une carrière de sable au pied du Mont Ventoux est rachetée pour fournir le sable siliceux avec lequel on fabrique le verre.
En 1976, Perrier cherche à pénétrer le marché des États-Unis et un bureau est ouvert à New York. En 1986, Vergèze est la troisième verrerie française derrière BSN (futur Danone) et Saint-Gobain. L'ensemble compte 3 000 salariés avec quatre fours qui débitent 120 000 bouteilles à l'heure. Vergèze est la seule usine au monde à réunir verrerie et embouteillage sous le même toit. Entre l'arrivée du sable à l'entrée de l'usine et la sortie d'une bouteille remplie, il s'écoule moins de cinq heures. En 1988, Perrier vend 300 millions de bouteilles aux États-Unis, soit l'équivalent de 80 % des eaux importées. La compagnie y lance des Perrier aromatisés, avant d'être commercialisés en France. Parallèlement, le groupe choisit de se centrer uniquement sur l'eau non aromatisée, en cédant en 1990 sa filiale la Compagnie d'exploitation des boissons rafraîchissantes, comprenant Gini, Oasis et Bali, à Cadbury Schweppes.

### Crise du benzène
En février 1990, un taux de benzène supérieur à la norme est découvert par un laboratoire américain dans treize bouteilles de Perrier. La cause s'avère être le filtre chargé d'arrêter les impuretés contenues dans le dioxyde de carbone de la source, situé à l'entrée des chaînes d'embouteillages. Il devait en principe être remplacé tous les six à huit mois, ne l'a pas été à temps, ce qui cause une présence de benzène d'origine fossile dans le produit fini.
La Food and Drug Administration, puis la Direction départementale de la répression des fraudes, affirment que les faibles quantités de benzène détectées ne font courir aucun danger[réf. nécessaire]. Néanmoins, la soudaine méfiance parmi les consommateurs, notamment américains, amène Gustave Leven à retirer les bouteilles de six pays : États-Unis, Canada, Japon, Allemagne, Pays-Bas et Danemark, puis partout dans le monde le 14 février. Dans le monde, 280 millions de bouteilles sont détruites dont 160 millions aux États-Unis. Le coût total du retrait est chiffré à plus d'un milliard de francs, pour ce qui semble être une erreur humaine. La présence, parmi les employés, d’un « agent au service de la concurrence », a rendu très médiatique l'affaire et peut la qualifier de « guerre de l’information économique ». Cette Affaire Perrier met un frein à l'expansion du groupe, qui vendait alors un milliard de bouteilles par an: le 12 février, le titre n'est plus échangeable en bourse pendant une partie de la matinée, en raison d’une baisse de 14 % du titre.
Intelco, ancien département de Défense conseil international, utilise cette affaire comme exemple dans une de ses formations aux questions de renseignement économique, selon le journaliste Guillaume Dasquié. Il présente une hypothèse impliquant le grand rival Coca-Cola, qui aurait entre autres fourni au laboratoire des appareils de mesure plus sensibles que ceux habituellement utilisés, dans l'objectif de détecter les infimes traces de benzène.

### Rachat par Nestlé
Lorsque Gustave Leven quitte la présidence du groupe en 1990, Perrier est devenu la première marque d'eau minérale dans le monde, ayant acquis le statut de produit masstige (en) (« prestige pour les masses »). Le 22 mars 1992, Nestlé prend le contrôle de Perrier par une OPA d'un coût de huit milliards de francs à la suite de quatre OPA et quatre contre-OPA en 1991. Cependant, afin d'éviter une position dominante, il est obligé de revendre certaines marques. Le groupe Perrier est alors démantelé : Nestlé récupère les marques Perrier et Contrex et revend les autres sociétés pour cinq milliards, Roquefort à Besnier, Volvic à BSN, Saint-Yorre et Vichy au groupe Castel. L'ambition de Nestlé est de devenir le leader mondial des eaux minérales pour former le groupe Nestlé Waters SA, sa division Eaux. En 2002, Perrier commercialise plusieurs eaux aromatisée aux fruits et plantes aromatiques.
Depuis 2018, l'eau Perrier n'est plus « renforcée au gaz de la source » mais « avec adjonction de gaz carbonique ». Selon l'entreprise, ce changement lui permet de réduire considérablement sa consommation totale en eau[réf. nécessaire].

## Controverses:  contamination de la source
En avril 2024, par mesure de précaution, Nestlé waters est contraint de détruire deux millions de bouteilles de Perrier après une contamination bactérienne d’origine fécale survenue en mars 2024 sur plusieurs jours à la source de Vergèze.
Dans le Gard, les sources Perrier de Vergèze, du groupe Nestlé font face à un risque viral malgré la mise en place d'une micro-filtration remettant en cause sa qualité d'eau minérale naturelle. L'Agence régionale de santé d’Occitanie  envisage « un arrêt de la production d’eau minérale naturelle sur le site de Vergèze » mettant en jeu l'avenir de Perrier et des 1 000 salariés du site. L'ensemble des captages présente une contamination bactérienne (coliformes, entérocoques, E.coli).
D'autre part des traces de polluants chimiques (métabolites de pesticides, perchlorates, perfluorés…) ont aussi été trouvées dans les forages.
En avril 2025, un groupe d’hydrogéologues rend un « avis défavorable » à Nestlé Waters pour l’exploitation des puits en tant qu’eau minérale naturelle sur son site Vergèze. Cette conclusion menace Perrier de perdre son label "eau minérale naturelle".
En mai 2025, Nestlé Waters est mis en demeure de « retirer » son système de microfiltration de son eau minérale Perrier, à Vergèze. La préfecture du Gard poursuit « l’instruction de la demande de renouvellement de l’autorisation » accordée à Nestlé pour exploiter ses forages de Vergèze « destinés à la fabrication d’eau minérale naturelle ». Les résultats de l’enquête de la commission sénatoriale dénoncent « une tromperie toujours en cours » avec « risque sanitaire » relevant "d’une stratégie délibérée" de la part de l’État. Le rapport met en évidence « que le gouvernement, mais aussi le préfet du Gard, où est produite la marque Perrier, et l'Agence régionale de santé (ARS) d'Occitanie se sont entendus avec Nestlé pour faire disparaître d'un rapport des éléments importants sur la qualité sanitaire des forages exploités pour produire la marque Perrier. »
Le gouvernement français saisit la Commission européenne pour « connaître sa position » sur une possible révision de la directive sur les eaux minérales définissant la pureté originelle et le statut de la microfiltration, rejetant la notion de scandale d’État. Quant à la commission d’enquête sénatoriale, elle estime que ces traitements, notamment par Nestlé Waters (Perrier, Contrex, Hépar), ont fait l’objet d’une « dissimulation par l’État ».
Un nouveau dispositif de microfiltration des eaux Perrier à 0,45 micron, en remplacement de la microfiltration à 0,2 micron, a été installé sur le site de Vergèze dans le Gard. Le site des Vosges où sont produites les eaux Hépar et Contrex, s'est conformé aux mêmes règles.

## Chiffres
Perrier possède la verrerie du Languedoc ou VDL. 201 500 tonnes de verre produites en 2002. 600 millions de bouteilles en verre par an, dont 30 à 40 millions de bouteilles de vin, et travaille notamment pour Perrier et Sanpellegrino S.p.A.. En 2006 VDL est reprise par la Financière de la Croix blanche.
Le site de Vergèze a une superficie de 75 hectares, dont 23 hectares de bâtis, avec 13 lignes d'embouteillage. Près de 950 employés travaillent sur le site.
Perrier est la première marque mondiale d'eaux gazeuses embouteillées en termes de bouteilles produites. La production en 2002 est 750 millions de bouteilles, en 2012 de 950 millions de bouteilles, en 2016 de 1,4 milliard de bouteilles. 46 % de la production est exportée dans 114 pays.